# Luiz Carlos Lanzoni
Luiz Carlos Lanzoni (1958), mais conhecido como Lanzoni é um piloto brasileiro de automobilismo e advogado, na categoria caminhões, conhecido pelos anos de competição na Fórmula Truck, 

## Carreira

### Fórmula Truck
Luiz Carlos Lanzoni é um dos pioneiros da categoria, ingressando em 1996, estreou na segunda prova da categoria em Londrina, Paraná, não alcançou nenhuma vitória na categoria.